# I liga 1951
L'edizione 1951 del Klasa Państwowa vide il Wisła Kraków arrivare primo. Tuttavia, a inizio stagione la federcalcio polacca decise che il titolo di campione di Polonia sarebbe stato assegnato alla squadra vincente nella Coppa di Polonia, che fu il Ruch Chorzów 6° in campionato.

## Classifica finale
| Pos | Club               | P  | Pti | V  | N | P  | GF | GS |
| 1   | Wisła Kraków       | 22 | 32  | 13 | 6 | 3  | 43 | 13 |
| 2   | Górnik Radlin      | 22 | 29  | 12 | 5 | 5  | 41 | 28 |
| 3   | Legia Varsavia     | 22 | 27  | 12 | 3 | 7  | 37 | 31 |
| 4   | AKS Chorzów        | 22 | 25  | 12 | 1 | 9  | 34 | 23 |
| 5   | Cracovia Kraków    | 22 | 25  | 10 | 5 | 7  | 33 | 31 |
| 6   | Ruch Chorzów       | 22 | 24  | 11 | 2 | 9  | 46 | 35 |
| 7   | Polonia Varsavia   | 22 | 23  | 10 | 3 | 9  | 33 | 28 |
| 8   | Lech Poznań        | 22 | 23  | 10 | 3 | 9  | 35 | 37 |
| 9   | LKS Łódź           | 22 | 18  | 7  | 4 | 11 | 22 | 32 |
| 10  | Polonia Bytom      | 22 | 16  | 5  | 6 | 11 | 16 | 26 |
| 11  | Garbarnia Cracovia | 22 | 15  | 4  | 7 | 11 | 30 | 42 |
| 12  | Arkonia Szczecin   | 22 | 7   | 1  | 5 | 16 | 17 | 61 |